# Chloromianta ferruginata
Chloromianta ferruginata là một loài bướm đêm trong họ Geometridae.